# WGP - Real Racing Feeling
『WGP - Real Racing Feeling（ダブルジーピー - リアルレーシングフィーリング）』は、タイトーが1989年に販売したアーケード用バイクレースゲーム。

## 概要
ロードレース世界選手権を題材にした、一人称視点の3Dバイクレースゲーム。タイトー初の通信ゲームで、最大8名での通信対戦プレイに対応している。レースは、3周のスプリント・レースで行なわれる。各ラップごとに設定されたリミット・ポジションがあり、スタート／フィニッシュラインを通過するときに規定順位内でクリアすれば、次の周回へと進める。ギヤシフトは、オートマチック、ノーマル、レーシングの中から選択できる。

## 開発
ディレクター及びデザイナーは『フルスロットル』や『チェイスH.Q.』等レースゲームを数々手掛けた、当時タイトー大阪研究所所属の酒匂弘幸。タイトー入社と同時にバイクに乗り始めた彼は、それ以後バイクレースゲーム開発が宿願となったものの、会社はなかなか応じてくれなかった。しかし上司から「何かヒット作を世に出したら開発しても良い」との言質を取り、その後『チェイスH.Q.』がヒットしたため、本作の開発がスタートした。
音楽は相澤静夫だが、エンドクレジットには記載がない。

## 筐体
- フルカウル型のオートバイを模した『DX可動タイプ』と称される大型筐体。ハンドル操作を行なうと筐体が内蔵モーターによって左右に傾斜し、筐体に内蔵された電動ファンからはプレイヤーの顔に向かって擬似的な走行風が吹き付けるギミックを有する。ハンドルレバーは回すのではなく、曲がりたい方向の側のグリップを下方に押し込む様なイメージ。
- 筐体の左足元フットステップ付近に、実際のマニュアルシフト式のオートバイと同様のシフトチェンジペダルを備え、爪先と足裏で上下に動かせる。但しフットブレーキとクラッチレバーは無い。
- この筐体の他、可動機構のないアップライト筐体、一般的なビデオゲーム筐体でレバーとボタンを用いるテーブルタイプが存在する。

## ゲーム内容
- プレイヤーはバイクを操縦し、世界各地のレース場を転戦して勝ち上がり、ポイントランキングを制するのが目的。
- 全8ラウンド。ステージセレクトはない。1ラウンドあたり周回数は3周。ラウンド終了後にポイントが加算される。全ラウンドを走り切るか、各周回ごとの規定最低順位に達してない状態で最低順位のライバル車がゴールラインを通過するとゲームオーバー。
- ハンドルレバー＋アクセルとブレーキレバー、マニュアルシフトを選択した場合のみシフトペダルを用いて操作する。シフト形式は一般的なバイクのアップシフト（4速）[注 2]か、レースバイク式のダウンシフト（6速）、あるいはオートマチック（4速）から選択できる。クラッチを切る動作やニュートラルポジションはない。
- テーブル筐体タイプの場合は1レバー＋2ボタンで操作し、シフト操作はレバーの上下で行う。
- プレイ画面はバイクに跨ったプレイヤーの視点そのものであり、ハンドル操作によりプレイヤーバイク以外の画面全体の風景が大きく左右に傾くようになっている[1]。画面上部に周回タイム (1ST LAP, 2ND LAP, 3RD LAP, RACE TIME) 、現順位 (POSITION) 、最低クリア順位 (LIMIT POSITION) 、現在の周回数 (LAP) 、各選手の現在位置を動的に表すバーメーターが表示される[1]。画面下部に配置された自マシンのコックピットにはエンジン回転数[注 3]とシフトポジションインジケーターが、画面右下に速度計とシフト形式が表示される[1]。ライバル車がプレイヤーを追い抜こうとすると、警告音と共に画面左右端いずれかにWARNINGの文字と、そのライバル車の前面グラフィックスが表示される。
- 実名表記の用品メーカーロゴ看板、雨天時のレースで視界に叩きつける無数の雨粒、コースアウトや衝突で吹き飛ぶライバル車、転倒したライバル車をカバーするトラックサイド・マーシャル、レース開始時にパラソルを閉じてプレイヤーの目の前を歩いていきざま水着のお尻の食い込みを指で直す仕草をするレースクイーン、プレイヤーを追い越した後振り返るライバルなど、実際のバイクレースシーンを彷彿とさせるグラフィック演出が随所に見られる。

## 移植
2022年4月現在、移植版はない。

## 関連商品
- TAITO DJ STATION -G.S.M.TAITO 5- （ポニーキャニオン・サイトロン・レーベル、PCCB-00037、1990年8月21日） - リマスタリング加工を施した原曲を収録。但し『result』と『go flying alone』の2曲は未収録。本作の楽曲は全曲1プログラムに収められているため、インデックス機能付きのプレイヤーでないと1曲単位で選択が出来ない。
- タイトー レトロゲームミュージック コレクション4 ライディングヒーロークラスタ（株式会社ティームエンタテインメント、KDSD-00516～00517、2011年12月28日） - 実機基板から直接録音した楽曲を収録。G.S.M TAITO 5に未収録の2曲も収録された。
- WGP オリジナルサウンドトラック（ZUNTATA、2017年5月31日） - 上記「～ライディングヒーロークラスタ」に収録された本作の楽曲と同じ内容。配信専用。

## テレビCM
風営法の対象となるゲームセンターのCMはテレビ局側の自主規制により放送されてこなかったものの、タイトーが自社イメージアップ目的という名目でテレビ局側に放送許可をとりつけ、本作と同社『あしたのジョー』のプレイ動画を使用したテレビCMを制作し、関東圏のゴールデン帯などでの放映が実現した。バイクスーツに身を包んだプレイヤーがDX可動タイプ筐体に跨って操作する様子も収められており、このプレイヤー役は酒匂である。

## 続編
- WGP2 - Real Racing Feeling - タイトーより1990年にアーケード用として発売。今作では三人称視点となった。開始時にコース選択が可能。一作目同様移植版はない。プレイ中にスタートボタンを押すとプレイヤーキャラがお尻ぺんぺんをする裏技がある。